# Nazlet Khater
Nazlet Khater est un site préhistorique situé en Moyenne-Égypte. Il a livré des outils lithiques du Paléolithique supérieur et deux squelettes fossiles d'Homo sapiens datés d'environ 33 000 ans avant le présent (AP).

## Fossiles humains
Les fouilles sur le site de Nazlet Khater 2 (NK2, Boulder Hill) ont livré en 1980 deux squelettes fossiles d'Homo sapiens, dont un adolescent masculin. Son crâne est dans l'ensemble de forme moderne, mais avec un visage très large, et il présente des traits archaïques dans les régions temporale et de la mandibule. Son squelette post-crânien est robuste mais moderne. L'analyse morphologique de sa mandibule montre des différences avec les spécimens nord-africains connus du Pléistocène supérieur et de l'Holocène. Les caractères plésiomorphes de la mandibule, qui ne se retrouvent pas chez les hommes actuels, suggèrent que les ancêtres du spécimen pourraient s'être croisés avec des hommes archaïques tardifs.

## Outils lithiques
À Nazlet Khater 4, au sud-est, des haches, des lames, des burins, des grattoirs et des denticulés du Paléolithique supérieur ont été trouvés.

## Datation
Le site NK2 a été daté par le carbone 14 entre 30 360 et 35 100 ans avant le présent.

## Analyse
Ron Pinhasi et Patrick Semal ont trouvé en 2000 dans les squelettes de Nazlet Khater de fortes affinités avec des spécimens subsahariens anciens : « Les affinités morphométriques du squelette de 33 000 ans de Nazlet Khater, en Haute-Égypte, sont examinées à l'aide d'analyses statistiques multivariées. Les résultats indiquent une forte association entre la mandibule de Nazlet Khater et certains des spécimens subsahariens du Paléolithique moyen, qui sont différents des Africains subsahariens modernes. En outre, les résultats suggèrent que la variabilité des populations africaines des périodes néolithique et protohistorique était plus prononcée que la gamme de variabilité observée parmi les populations africaines et levantines récentes ».
Les similitudes entre les fossiles NK2 et les spécimens européens du Paléolithique supérieur pourraient indiquer une relation étroite entre ces spécimens de la vallée du Nil et les Homo sapiens européens du Paléolithique supérieur.